# Agnieszka Szott
Agnieszka Szott, coniugata Hejmej (Gorzów Wielkopolski, 23 marzo 1982), è un'ex cestista polacca.

## Carriera
Con la Polonia ha disputato due edizioni dei Campionati europei (2005, 2011).